# Juan Antonio Sagredo Marco
Juan Antonio Sagredo Marco   (València, 21 de març de 1977) és un polític valencià, alcalde de Paterna (Horta Nord) des de 2015 pel Partit Socialista del País Valencià (PSPV-PSOE).
Enginyer industrial per la Universitat Politècnica de València i treballador de Ferrocarrils de la Generalitat Valenciana, accedeix a l'alcaldia de Paterna a les eleccions de 2015 gràcies a un acord amb Compromís i Esquerra Unida (EUPV) tot i que el pacte de govern es va trencar dos anys després arran de les diferències vers al projecte urbanístic que defensava el socialista i que pretenia la reclassificació de terrenys rústics per a la construcció d'un centre comercial al paratge natural de les Moles. Finalment el projecte va ser tombat per la justícia i el govern de la Generalitat Valenciana va protegir les Moles com a part del Parc Natural del Túria.
L'any 2018 l'alcalde Sagredo es va posicionar al costat de l'Associació de Veïns del barri del Plantío, una urbanització d'alt nivell adquisitiu, en contra de l'apertura d'un centre de menors al barri tal com proposava la Conselleria d'Igualtat i Polítiques Inclusives de la Generalitat Valenciana. El moviment veïnal estava encapçalat pel líder ultradretà José Luis Roberto amb qui Sagredo es va fotografiar en un homenatge de l'associació al capitost feixista. La polèmica va saltar de nou quan l'octubre de 2022 va participar en l'acte oficial en que la Policia Nacional a Paterna homenatjava a Roberto.
Sagredo va guanyar també les eleccions municipals de 2019 amb majoria absoluta, passant de 6 a 13 escons a la corporació municipal. Encara va ampliar la seua majoria amb un escó més a les eleccions de 2023. A més a més va ser escollit senador al Senat espanyol a les eleccions generals celebrades el juliol de 2023.